# Identified (album)
Az Identified Vanessa Hudgens második albuma, ami 2008. július 1-jén jelent meg. Az első héten 22.000 példányt adtak el belőle.

## Az album számai
1. "Last Night" (S. Nymoen, S. Jacoby) 3:10
2. "Identified" (L. Gottwald, Cathy Dennis, Max Martin) 3:21
3. "First Bad Habit" (L. Gottwald, C. Dennis) 3:02
4. "Hook It Up" feat. Rock Mafia (Antonina Armato, T. James, D. Karaoglu) 2:52
5. "Don't Ask Why" (L. Gottwald, C. Dennis, Beau Dozier) 3:10
6. "Sneakernight" (S. Nymoen, J. Rotem) 2:59
7. "Amazed" feat. Lil Mama (L. Gottwald, C. Dennis, B. Levin, N. Kirkland) 2:59
8. "Don't Leave" (A. Armato, T. James, Jesse McCartney) 3:08
9. "Paper Cut" (J. Vieira) 2:48
10. "Party On The Moon" (Christopher Rojas, N. Atweh, A. Messinger) 3:50
11. "Did It Ever Cross Your Mind" (J. Vieira) 3:10
12. "Gone With The Wind" (M. Youseff, K. DioGuardi, W. Afanasieff, E. Kiriakou, Z. Bey, B. Howard) 3:28

## Japán kiadás
Az albumot Japánban egy héttel korábban, június 24-én adták ki. A lemezen az alábbi számok is helyet kaptak:
- "Set It Off" 3:04 (Bonus track on Japanese Edition)
- "Vulnerable" 3:11 (Bonus track on iTunes too)
- "Committed" feat. Rock Mafia 2:35